# Polystichum lachenense
Polystichum lachenense là một loài thực vật có mạch trong họ Dryopteridaceae. Loài này được (Hook.) Bedd. miêu tả khoa học đầu tiên năm 1865.